# Daryl Macon
Daryl Macon, né le 29 novembre 1995 à Little Rock dans l'Arkansas, est un joueur américain de basket-ball évoluant aux postes de meneur et d'arrière.

## Biographie
Bien qu'il n'ait pas été drafté en juin 2018, il participe à la NBA Summer League 2018 sous le maillot du Heat de Miami. Le 30 juillet 2018, il signe un contrat two-way avec les Mavericks de Dallas pour la saison à venir.
Le 19 octobre 2019, il signe un contrat two-way avec le Heat de Miami. Le 9 janvier 2020, il est coupé.
Au mois de juillet 2020, il s'engage pour une saison avec Galatasaray en première division turque.
Il quitte Galatasaray en février pour rejoindre le club grec de l'AEK Athènes.
En juillet 2021, Macon s'engage pour une saison avec un autre club athénien, le Panathinaïkos.
Il rejoint l'UNICS Kazan, club russe exclu des compétitions européennes, pour la saison 2022-2023.